# 851
851 (DCCCLI) var ett normalår som började en torsdag i den julianska kalendern.

## Händelser

### September
- September – Genom fördraget i Angers erkänner Karl den skallige Erispoë som kung av Bretagne. Han låter honom ha grevskapet Nantes, grevskapet Rennes och grevskapet Retz som blir delar av den bretagniska nationen. Kungen av Bretagne svär en ed till Frankrikes kung (men inte en hommage lige vilket skulle innebära trohet). För att markera Bretagnes självständighet blir hertigen av Bretagne sedan dess krönt som "Hertig, kung i deras landområden".[1]

### Okänt datum
- Ansgars missionärskollega biskop Ebo av Reims dör som biskop av Hildesheim, en position som Ansgar hjälp honom till efter det att Ebo 835 avsatts som ärkebiskop i Reims.

## Födda
- Otto, hertig av Sachsen.

## Avlidna
- Ebo, ärkebiskop av Reims.
- Ermengarde av Tours, tysk-romersk kejsarinna, drottning av Italien och drottning av Franken.

### Fotnoter
1. ↑  Annales Bertiniani